# Lojalisti (Američka revolucija)
Lojalisti su bili sjevernoamerički kolonijalisti koji su u Američkom ratu za neovisnost ostali vjerni britanskoj Kruni. Još su nazivani i kraljevi ljudi ili rojalisti. Oni lojalisti koji su se iz Amerike odselili u Kanadu nazvali su se Ujedinjeno Carstvo Lojalista ili na engleskom United Empire Loylists. Njihovi sjevernoamerički suparnici su bili Patrioti, američki državljani koji su podupirali revoluciju. 

Mnogi povjesničari govore da je broj Lojalista u americi bio oko 100 000 što bi ispalo 5% tadašnjeg američkog stanovništva. 

## Lojalisti u doba rata
Od 4. srpnja 1776. Patrioti su kontrolirali cijeli teritorij i stanovništvo sviju 13 kolonija koje su se odvojile od britanske vlasti. George Washington je rekao da nema mjesta za pokazivanje lojalnosti staroj vlasti te da su svi Amerikanci dužni biti patrioti. 
Međutim Britanci su se vratili u rujnu 1776. i osvojili New York i Long Island koji su držali u svojoj vlasti do 1783. Malo po malo Britanci i lojalisti su počeli kontrolirati gradove kao npr. Boston (1775-76) Philadelphiju (1777) Savanu (1778-83) te Charleston (1780-82).
Doduše 90 posto ljudi tada živjelo je izvan gradova i to je bio razlog zašto su Patrioti imali 85-90% ljudi na svojoj strani. 

Amerikanci su smjenili sve lojalističke guvernere i nisu dopuštali da naprave vlastitu vladu.

## Lojalizam u Kanadi
U Kanadi gdje su američki agenti bili aktivni posebice John Brown zajedno s kanadsko-američkim trgovcem Thomasom Walkerom. Tijekom zime 1774. – 75. John Brown je skupio dosta ljudi koji su se pridružili kongresu.
No s druge strane problem je bio u ostalima (većini) koji se nisu htjeli pridružiti britanskoj vojsci, koju su Britanci osnovali zbog američke invazije na Kanadu, nego su ostali neutralni.
Samo se manjina pridružila lojalistima, otprilike 1500 vojnika lojalista se borilo za kralja u Montrealu. U regiji južno od Montreala okupiranoj od strane Amerikanaca stanovnci su podržavali Amerikance te im se u velikom broju i pridružili.

## Crni lojalisti i robovi
U 1775. britanski guverner Virginije Dunmore je pozvao sve robove patriotskih vlasnika da pobjegnu i da se pridruže njegovoj vojsci. Njih 3000 je tako i učinilo. Crni lojalisti borili su se jednu bitku pod motom: "sloboda robovima". Nakon te njihove prve, a i zadnje bitke, pola njih je poumiralo od bolesti u britanskim kampovima.
Oko 5000 crnaca je sudjelovalo u pobunjeničkoj vojsci. Crnci robovi koji bi sudjelovali u pobunjeničkoj vojsci su često bili oslobađani i to ih je potaknulo da se sve više javljaju u lokalne policije kolonija u kojima žive. Vrlo malo slobodnih crnaca je otišlo u lojaliste.
Kada je rat završio lojalisti su uzeli otprilike 75 000 do 100 000 slobodnih robova i odnijeli ih sa sobom. Odvođeni su u druge britanske kolonije u West Indiesu i Jamajci gdje su ponovo zarobljavani i iskorištavani od strane Britanaca.

## Vanjske poveznice
- "Who were the Loyalists" by Ann Mackenzie  Arhivirana inačica izvorne stranice od 23. kolovoza 2006. (Wayback Machine) (5-page, in pdf format)
- "Black Loyalists: Our History, Our People"  Arhivirana inačica izvorne stranice od 12. listopada 2004. (Wayback Machine)
- "Remembering Black Loyalists, Black Communities in Nova Scotia"  Arhivirana inačica izvorne stranice od 18. srpnja 2007. (Wayback Machine)
- American Loyalists
- Online books  Arhivirana inačica izvorne stranice od 15. listopada 2007. (Wayback Machine)
- Maryland  Arhivirana inačica izvorne stranice od 16. prosinca 2005. (Wayback Machine)
- South Carolina
- Virginia  Arhivirana inačica izvorne stranice od 24. prosinca 2005. (Wayback Machine)
- The On-Line Institute for Advanced Loyalist Studies
- North Carolina Loyalists During the American Revolution
- Loyalist Page - Cyndi's List
- Why Were Some of Our Ancestors Tories?
- James Chalmers and "Plain Truth" (A Loyalist Answers Thomas Paine)
- Haldimand Collection The main source for historians in the study of the settlement of the American Loyalists in Canada. More than 20 thousand letters and documents, now fully indexed, and free on the Web.